# Morten Tyldum
Morten Tyldum, född 19 maj 1967 i Bergen, Norge, är en norsk filmregissör.
För The Imitation Game, om Alan Turing, nominerades Tyldum till en Oscar i kategorin Bästa regi vid Oscarsgalan 2015. Filmen nominerades även till Bästa film och ytterligare sex priser.

## Filmografi (i urval)
- 2003 – Buddy
- 2008 – Varg Veum - Fallna änglar
- 2011 – Huvudjägarna
- 2014 – The Imitation Game
- 2016 – Passengers
- 2020 – Defending Jacob (TV-serie)
- 2023 – Silo (TV-serie)